# Baia di Ambarčik
La baia di Ambarčik (in russo Амбарчик бухта, Ambarčik buchta?) si trova sulla costa siberiana della repubblica russa di Sacha (Jacuzia), affacciata sul mare della Siberia orientale. 

## Geografia
La baia si trova all'interno del golfo della Kolyma, a est del delta del fiume Kolyma. Adiacente alla baia di Ambarčik, a ovest, si trova la piccola baia Trojana (o Čajač'ja; бухты Трояна/Чаячья), a est il golfo Medvežij (залив Медвежий). Non lontano dalla baia si trova il confine tra la Jakuzia e il circondario autonomo della Čukotka.
Rivolta verso nord, la baia di Ambarčik si inoltra nella terraferma per 3  km. La sua ampiezza è di 7 km, la profondità di 4 m. È delimitata a ovest da capo Stolbovoj (мыс Столбовой) e a nord-est da capo Medvežij (мыс Медвежий).
Nella parte orientale della baia c'è il piccolo insediamento di Ambarčik che contava 4 abitanti nel 2010.
Il mare è ghiacciato per gran parte dell'anno, da ottobre a luglio.